# Gábor Tolcsvai Nagy
Gábor Tolcsvai Nagy (ur. 24 listopada 1953 w Budapeszcie) – węgierski językoznawca i historyk kultury. Zajmuje się lingwistyką kognitywną, lingwistyką tekstu, stylistyką oraz hermeneutyką.
Dyplom nauczycielski otrzymał w 1978 r. na Uniwersytecie Loránda Eötvösa w Budapeszcie. W 1994 r. uzyskał stopień doktora filozofii (PhD) w dziedzinie językoznawstwa. W 2000 r. został doktorem nauk (DSc). W 2010 r. został członkiem korespondentem Węgierskiej Akademii Nauk. Od 2016 r. jest pełnym członkiem tejże akademii.
Jego dorobek obejmuje ponad 270 artykułów naukowych. Należy do rad redakcyjnych czasopism „Magyar Nyelvőr” oraz „Studia Linguistica Hungarica”.

## Wybrana twórczość
- A nyelvművelés esélyei (1989)
- A nyelvi közösség és a nyelvi egység, kisebbségben (1991)
- A magyar nyelv stilisztikája (1996)
- A nyelvi norma (1998)
- Kognitív szemantika (2010)